# Кожухово (Междуреченский район)
Кожухово — деревня в Междуреченском районе Вологодской области.
Входит в состав Туровецкого сельского поселения, с точки зрения административно-территориального деления — в Туровецкий сельсовет.
Расстояние по автодороге до районного центра Шуйского — 50 км, до центра муниципального образования Туровца — 25 км. Ближайшие населённые пункты — Голуби, Подболотная, Селища.
По переписи 2002 года население — 68 человек (36 мужчин, 32 женщины). Всё население — русские.